# Lancia V.I. Beta
Le LANCIA Beta type Z, est un camion civil léger polyvalent, conçu et produit par le constructeur italien Lancia V.I. à partir de 1950 jusqu'en 1961.
Ce véhicule est le plus petit jamais réalisé par Lancia V.I.. Sa réputation de fiabilité lui permettra d'être décliné en de nombreuses utilisations : camion normal, autobus, fourgon, ambulance.

## Histoire
Au lendemain de la Seconde Guerre mondiale, l'Italie doit beaucoup reconstruire, les immeubles en ville mais aussi les usines détruites. La demande de moyens de transports est forte mais les villes italiennes veulent reconstruire leurs centres historiques en priorité. Pour cela, il faut des véhicules de petit gabarit pour circuler dans les rues étroites. Le concurrent Fiat V.I. dispose de son réputé Fiat 1100 ELR de 2 tonnes et sa filiale OM annonce le lancement prochain du Leoncino. La direction de Lancia décide alors de présenter rapidement un véhicule de petite taille mais de la gamme 4 tonnes. Au total, la gamme Beta comprendra 5 modèles.

### Beta Z10 & Z11 (1950-1954)
Le pari est remporté et Lancia présente en 1950 les Beta Z10 et Z11. Le Z10 correspond à la version "longue", le Z11 à la version "courte". Il faut noter que l'empattement est identique, la longueur diffère de 30 cm et la largeur de 20 cm entre les deux modèles. Pour répondre à l'appel d'offres de l'armée italienne, le moteur est un nouveau V4 Lancia essence mais avec un angle de 0° !, il est conçu avec des cylindres parallèles mais décalés. Une originalité Lancia qui permet de réduire la longueur de l'arbre, donc d'être moins sensible aux torsions en usage intensif. Les cabines sont réalisées par la Carrozzeria Viberti de Turin. 
Les modèles sont proposés en plusieurs versions : camion plateau, fourgon, fourgon isotherme, autobus et ambulance. 909 exemplaires du Z10 et 324 du Z11 seront fabriqués dans l'usine Lancia V.I. de Bolzano. Plusieurs exemplaires seront exportés, notamment un lot important de camions plateau et autobus au Venezuela.

### Beta Z12 (1951)
Lancia veut élargir la gamme et présente le Beta Z12 en 1951. Ce modèle ne sera jamais produit en série.

### Beta Z50 & Z51 (1954-56)
Ces modèles sont semblables aux précédentes Z10 & Z11. La largeur de chaque modèle est conservée mais leur longueur est unique de 4.915 mm. Pour cette nouvelle série, Lancia adopte la motorisation diesel, un deux cylindres deux temps avec injecteurs à pompe et compresseur volumétrique. 1.273 exemplaires du Z50 et 85 du Z51 seront fabriqués.

### Beta 190 Z50 (1957-61)
En 1957, Lancia décide de ne poursuivre la production que d'une seule version en proposant une largeur médiane de 1.900 mm. Le modèle est baptisé 190 Z50. Viberti a retouché légèrement le dessin de la cabine pour y intégrer les répéteurs de clignotants et clignotants aux emplacements normalisés par le nouveau code de la route italien de 1959. 969 exemplaires ont été fabriqués.

### Les Beta Militaires (1957-63)
Pour respecter les dénominations de l'armée italienne qui sont indépendantes du constructeur, le Lancia Beta Z20, version militaire du Z10 est renommé CL51, parce que CL = camion léger, et 51 l'année de mise en service. 
L'armée utilisera également la version Z30 qui fut appelée TL 51, TL pour tracteur d'artillerie léger.
Au total, ce sont 4.173 exemplaires du Lancia Beta qui seront fabriqués pour l'armée italienne. Comme d'habitude, les constructeurs italiens ne publient jamais le nombre de véhicules livrés aux armées étrangères.

## Caractéristiques techniques
- Moteurs : 
  - Lancia Z10 essence - 4 cylindres en ligne - cylindrée : 1 908 cm3 46 Ch
  - Lancia diesel - 2 cylindres 2 temps avec compresseur : 1 963 cm3 42 Ch
- Poids à vide : 1 750 kg
- Charge utile : 2 250 kg
- Charge remorquable : 4 000 kg
- Couple max : 113 N m à 1700 tr/min
- Alimentation électrique : 12 V
- Dimensions : 
  - Longueur : 4 825 mm
  - Largeur : 1 780 mm
  - Hauteur : 1 950 mm
- Nombre de vitesses : 5
- Vitesse maxi : 83 km/h
- Traction : 4x2
- Volume du réservoir : 65 litres
- Nombre places : cabine = 2
- Autonomie : 500 km.

Après l'arrêt de la fabrication de ce modèle, Lancia n'a plus produit de véhicule de petit tonnage.